# Povijest astronomije
Povijest astronomije započinje još u prapovijesno vrijeme, davno prije prvih pisanih dokumenata. Čovjek se razvijao u uvjetima okolne prirode; ljudski organizam i životne aktivnosti prilagođavali su se pravilnim izmjenama dana i noći, te izmjenama godišnjih doba. Pojedinačni i društveni opstanak i razvoj ovisio je o tome koliko je prirodna okolina upoznata i iskorištena. Ali neposredna je okolina dio mnogo veće cjeline, svemira. Tako je spoznavanjem prirodne okoline i iz stalnih praktičnih potreba iznikla astronomija.

## Prapovijesna astronomija
Tragove spoznavanja svemira nalazimo i kod spiljskog slikarstva(paleolitička umjetnost). Na njima prepoznajemo zviježđe Velikog medvjeda, Kasiopeju i neka druga zviježđa, pogotovu zviježđa zodijaka. O ulozi astronomije u kameno doba svjedoče i megalitski ostaci, kao što su Gosecki krugovi (stari gotovo 7000 godina) ili Stonehenge (star gotovo 5000 godina). To su bili i ostaci kulturnih središta i prvih astronomskih opservatorija. 

## Astronomija drevnih civilizacija
U svim civilizacijama koje su prethodile starogrčkoj civilizaciji ili su se razvijale neovisno, a to su drevna Babilonija, Kina, Egipat pa i civilizacije pretkolumbovske Amerike, koje su zemljopisnim položajem bile odcijepljene od razvojnih tokova Starog svijeta, nalazimo neke zajedničke opće osobine. Rezultati do kojih su te civilizacije došle postignuti su stalnim ponavljanjem radnih postupaka; u astronomiji ponavljanjem promatranja. Pravila su se izvodila na osnovi provjerenih činjenica, ali bez izgradnje teorijskog modela. Zato je točnost rezultata ovisila o duljini vremena koje je jedna civilizacija imala na raspolaganju. Visoka točnost je postignuta u određivanju trajanja godine i u pretkazivanju pomrčina. Ali suština pojava ostala je nepoznata, pa su se one mogle istodobno opravdati raznim naivnim i praznovjernim objašnjenjima. Tako su, na primjer, Babilonci smatrali da Zemljina ploča leži na leđima slonova koji se upiru u leđa kornjače, a ova pak jaši na zmiji koja pliva beskrajnim oceanom. 
Astronomija kod drevnih civilizacija Mezopotamije se javlja oko 3000. pr. Kr., a vrhunac svoga razvoja doživljavaju u godinama od 600. do 500. pr. Kr. Bili su veoma praktični i potrebna su im točna mjerenja. Od njih smo naslijedili podjelu kalendara u 12 mjeseci po 30 dana. Gotovo svi nazivi zviježđa zodijaka potječu od njih. 
U drevnoj Kini astronomija se javlja takoder oko 3000. pr. Kr. Opažanja su dovela do pretkazivanja pomrčina. Razlikovali su 5 lutajućih zvijezda (planeti) od ostalih zvijezda. Vrijeme su mjerili veoma točnim sunčanim satovima. Astronome su uvažavali u društvu. S propadanjem državne organizacije i znanja su nestajala, te se nisu dalje prenosila. 
Astronomi drevnog Egipta su mnogo pažnje obratili određivanju trajanja godine. Razlog je bio taj što su gospodarski posve ovisili o pravilnom ponavljanju poplava Nila. Trajanje godine određivali su istodobnim izlaskom Sunca i Siriusa, što se događa jednom godišnje. Uveli su prijestupne godine. 
Maye, a i ostale drevne američke civilizacije, su se razvijale neovisno, od 500. pr. Kr. do 1500. Imali su veoma točne podatke o gibanjima nebeskih tijela i o trajanju godine. 

## Astronomija drevnih Grka
Prirodno je da su drevni Grci, kao moreplovci i stanovnici Sredozemlja, bili upućeni na astronomiju. Slično tome kako su odlučno mijenjali svoje društvo i prekrajali političku kartu svijeta, tako su se odlučnima i odvažnima pokazali i u znanosti. Ulazili su u misaone pothvate, koji su ponekad za tisućljeta brzali pred svojim vremenom, stoga nisu mogli biti usvojeni od društva. Ne smijemo zaboraviti da se naukom bavio uzak sloj povlaštenih, pa su znanstvena dostignuća bila poznata malobrojnima. Opća naobrazba daleko je zaostajala za vrhuncima naučne misli. Narodi su i dalje smatrali da je Zemlja ravna ploča koja pliva na oceanu. Zato prolazi više od tisuću godina od prvih heliocentričkih ideja, mjerenja veličine Zemlje, Mjeseca i Sunca (a i njihovih udaljenosti), do trenutka kada je znanost na osnovu Kopernikovih radova prihvatila heliocentrični sustav. Ono što je drevnim Grcima donijelo znanstvenu slavu, u odnosu na prethodne i druge civilizacije, bio je nov pristup. U znanost su unijeli preokret uvođenjem strogo logičkih postupaka i misaonih pokusa. Uspostavili su teoriju kao sastavni dio istraživanja i znanosti. 

### Tales
Prvi veliki starogrčki astronom je bio Tales Milećanin (640. ili 624. pr. Kr. – oko 547. pr. Kr.). Na osnovu babilonske i egipatske zaostavštine proveo je račun pomrčina. Da je Tales otkrio Malog medvjeda i Sjevernjaču zapravo znači da je prepoznao prednosti plovidbe prema Sjevernjači, u suprotnosti s navadom Grka da se orijentiraju prema Velikom medvjedu. Moguće je da je znanje o duljini godine Tales stekao kod drevnih Egipćana. On svakako nije ustanovio godišnja doba, nego način na koji je mijenjanje nebeskog položaja Sunca kroz godinu povezano s klimatskim promjenama.

### Demokrit
Demokrit (460. pr. Kr. - 370. pr. Kr.) je i prvi poznati filozof koji je shvatio da je ono što mi nazivamo Mliječni put zapravo svjetlost dalekih zvijezda. Demokrit je bio jedan od prvih ljudi koji je predpostavio da je svemir sačinjen od mnogo svjetova, od kojih su neki naseljeni:

### Aristotel
Aristotel (384. pr. Kr. - 322. pr. Kr.) nam je ostavio dva dokaza da je Zemlja okrugla. Za vrijeme pomrčine Mjeseca, pri ulasku Mjeseca u Zemljinu sjenu, oblik sjene je kružan, i to uvijek, bez obzira na to kako je Zemlja okrenuta prema Mjesecu. Drugi dokaz daje promjena visine zvijezda nad obzorom; putovanjem na sjever neke se zvijezde sve više izdižu nad obzorom, neke nestaju ispod njega. I Mjesec je kugla, jer to pokazuju Mjesečeve mijene. U Aristotelovom poznavanju svemira (kozmologija), prirodni zakoni koji vrijede za Zemlju razlikuju se od zakona koji vrijede za druga nebeska tijela. Sama Zemlja je teška, pa ako već ne bi bila u središtu svijeta, morala bi tamo pasti. Nad Zemljom se tvari raspoređuju po visini, već prema tome jesu li teže ili lakše. Tijela izvan Zemlje gibaju se jednoliko i po kružnicama. Radi tumačenja vidljivih gibanja Sunca, Mjeseca i planeta, Aristotel uvodi koncentrične (kristalne) sfere. Posljednja je sfera sa zvijezdama. Izvan nje materija i prostor prestaju postojati. Aristotelova geocentrična kozmologija je prevladala grčkom slikom svijeta. 
Aristotel je imao jak astronomski dokaz protiv gibanja Zemlje oko Sunca. To bi se gibanje odrazilo na međusobni razmještaj zvijezda. Pretpostavimo da su zvijezde učvršćene na jednoj (zadnjoj) sferi. Gibajući se oko Sunca, Zemlja bi se približavala zvijezdama i udaljavala od njih, čime bi se mijenjao vidni kut među zvijezdama. Tako zamišljena pojava prozvana je paralaksom (grč. τράλλαξιζ: promjena, odstupanje). No takva pojava nije uočena! Osim toga, po shvaćanju tadašnje mehanike, za gibanje materijalnih tijela potrebna je stalna pokretačka sila, pa bi za velika tijela kao što je Zemlja, bila potrebna ogromna sila. Tu je zapreku srušila tek mehanika Galilea i Newtona. 

### Aristarh sa Samosa, Eratosten i Hiparh
U nekoliko idućih stoljeća, grčki su astronomi, djelujući pretežno u Aleksandriji (Aleksandrijska škola), odredili omjer udaljenosti Sunca i Mjeseca (Aristarh sa Samosa,  310. pr. Kr. - oko 230. pr. Kr.), veličinu Zemlje (Eratosten, 276. pr. Kr. - 194. pr. Kr.) i udaljenost Mjeseca mjerenu veličinom Zemlje (Hiparh, oko 190. pr. Kr. – oko 120. pr. Kr.). U tome su pokazali istančano poznavanje geometrije, a poslužili su im prostorni odnosi među tijelima Sunčeva sustava koji su bili dostupni opažanjima. Rezultati pokazuju da je Sunce veće od Zemlje, Zemlja veća od Mjeseca, a pritom su sva ta tijela okrugla. Na osnovi tih činjenica, javljaju se heliocentrične ideje, kao na primjer kod Aristarha (O veličinama i udaljenostima), ali one ne padaju na plodno tlo. 
Hiparh se smatra najvećim starogrčkim astronomom i opažačem. Provodio je sistematska opažanja nebeskih tijela uz svestranu matematičku analizu. Izradio je katalog zvijezda kojima je mjerio koordinate, a po sjaju razvrstao ih u 6 razreda (prividna magnituda). Trajanje godine je otkrio s točnošću od 6 minuta. Otkrio je i precesiju, za koju danas znamo da predstavlja promjenu smjera Zemljine osi. Precesija se pokazuje malenim učinkom, pa treba proći 70 godina da se jedna od zvjezdanih koordinata promijeni za 1°. Hiparh je ustanovio i to da godišnja doba ne traju jednako dugo. 

### Klaudije Ptolomej
Uz ime Klaudija Ptolomeja (iza 83. – 161.), poznat na hrvatskom i kao Ptolemej, veže se pojam geocentričnog sustava (Zemlja kao središte Sunčevog sustava). On je dovršio matematičku teoriju geocentričnog sustava i dao sintezu starogrčke astronomije. Poznat je po djelu Velika sinteza, koje je u kasnijem arapskom prijevodu nazvano Almagestom. U toj se teoriji gibanje planeta prikazuje kao složeno gibanje. Planet se stalnom brzinom giba po maloj kružnici (epiciklu), a centar epicikla giba se po drugoj, većoj kružnici (deferentu). Samo su Sunce i Mjesec imali takve epicikle koji ne dovode do petlji, već kružnicu pretvaraju u ovalnu, izduženu krivulju. Svi planeti i sfera zvijezda okrenu se oko Zemlje za jedan dan. Vrijeme za koje planet obiđe epiciklom zove se sinodičkom godinom (ophodno vrijeme), a tada se opet ponavlja njegov odnos sa Suncem. Grčki su astronomi mehanizmom sastavljenih od kružnica opravdali zadaću što su im postavili filozofi, koji su u kružnom gibanju vidjeli jedini mogući model ponašanja nebeskih tijela. 

## Islamska srednjovjekovna astronomija
Od 9. do 12. stoljeća istaknuto mjesto u astronomiji su imali znanstvenici Bliskog istoka, koji su pisali na arapskom. Na raskrsnici svjetova i vijekova, povezivali su i ukrštavali znanja drevnih Indijaca i Grka. Prevođenjem dijela starogrčkih učenjaka sačuvali su antičku baštinu. Središta arapske astronomije bili su Bagdad (astronomski opservatorij osnovan 829.), koji je bio ujedno i središte arapske kulture, znanosti i umjetnosti, zatim Damask, Kairo, te Maroko i Španjolska (Córdoba, Toledo). Budući da su Arapi bili trgovci, pomorci i osvajači, oni su astronomiju razvijali kao primijenjenu znanost. I religija im je zahtijevala ispravnu orijentaciju na obzoru prema Meki (sama riječ orijentacija ima izvor u nalaženju smjera orijenta, lat. istoka). Usavršavali su astronomske mjerne instrumente i tehnike mjerenja vremena. Veoma su cijenili točnost mjerenja. Unaprijedili su određivanje zemljopisnih koordinata (zemljopisna širina i zemljopisna dužina).
Arapi u to vrijeme razvijaju novu granu matematike: trigonometrija u ravnini i na sferi. Sfernom trigonometrijom obrađuju se položaji i vremenski odnosi objekata na nebeskoj sferi. Od Arapa naslijedili smo i nazive mnogih sjajnih zvijezda. Ponovivši postupak Eratostena, izmjerili su 827. u dolini Mezopotamije luk meridijana i zaključili da je Zemljin opseg jednak 40 700 kilometara (stvarna vrijednost je 40 007 kilometara). Opažali su Sunce, Mjesec i planete i dotjerivale Ptolomejeve tablice kretanja tih nebeskih objekata da bi ispravno opisali trenutno stanje.  

### al-Battani ili Albategnius
Jedan od istaknutijih astronoma bio je al-Battani ili Albategnius (oko 858. – 929.), koji je djelovao u Damasku, a izradio je nove tablice nebeskih objekata, odredio kutne promjere Sunca i Mjeseca, te nagib ekvatora ekliptici, a osim toga ustanovio je do tada nepoznato pravilno vladanje Sunčeve ekscentrične kružnice (danas to gibanje nazivamo zakretanjem Zemljine eliptične staze u vlastitoj ravnini). U Bagdadu je djelovao Abu al-Vafa (940. – 988.). Njegov učenik Ibn Yunus (oko 950. – 1009.) izrađuje u Kairu takozvane Hakemitske tablice kretanja nebeskih tijela, koje su se upotrebljavale dva stoljeća. Ustanovio je i jedno fino gibanje Mjeseca. 

### al-Biruni, Nasir al-Din i Ulugh beg
Od al-Birunija ili Alberoniusa (973. – 1048.) potječe nova metoda određivanja Zemljina polumjera. Uočio je da se obzor ili horizont različito vidi s nadmorskom visinom. Zemljin polumjer r određuje se iz nadmorske visine h i kuta između vodoravne linije i obzora α (depresija horizonta):
r = h • cos α / (1 – cos α)
Dobio je al-Biruni vrijednost za Zemljin polumjer od 6 630 kilometara (točna vrijednost je 6378 kilometara).
Na zvjezdarnici u Maragi izveo je Nasir al-Din dotad najtočniji iznos godišnje Zemljine precesije (promjena smjera osi rotirajućega tijela) od 51.4".
Za najvećeg opažača arapske astronomije smatra se Ulug-beg (1394. – 1449.), vladar Samarkanda, koji je tamo izradio zvjezdarnicu s nepomičnim kvadrantom polumjera 40 metara. Rezultati njegovih vrlo točnih mjerenja, uključujući i koordinate oko 1 000 zvijezda, bili su sakupljeni u tablicama. 

## Europska srednjovjekovna astronomija
U 12. i 13. stoljeću u Europi se prihvaćaju arapska astronomska znanja, prevode se njihovi spisi, ali sada na latinski jezik. Starogrčka astronomija je obuhvaćala sve važnije pojave i pružala pravila za primjenu astronomije. Georg von Peuerbach (1423. – 1461.) opisao je geocentrični sustav novim matematičkim aparatom, a njegov učenik Johannes Müller von Königsberg (1436. – 1476.) ili poznatiji kao Regiomontanus, je izradio efemeride ili tablice položaja Sunca, Mjeseca i planeta za razdoblje od 1474. do 1506. Tim su se tablicama služili pomorci u navigaciji, a vrijeme njihove upotrebe podudaralo se s velikim zemljopisnim otkrićima: Kolumbo je otkrio Ameriku 1492., a Vasco da Gama oplovio Afriku i našao put za Indiju 1498.
Teorija geocentričnog sustava bila je u osnovi ograničena, njome se tumačilo samo prividno stanje. U više nego tisućljetnom razmaku, u kojemu su pronađene nove pravilne promjene u gibanjima nebeskih tijela, u kojemu se razvio pogodniji matematički aparat, a s boljim mjernim instrumentima obavljana su i točnija mjerenja; geocentrični sustav se pokazao suviše složen i neprilagodljiv promjenama i usavršavanjima. Već među Arapima, a pogotovo u Europi prije renesanse, jačale su kritike Ptolomejeva sustava. Upozoravalo se na to da kružna gibanja nisu sačuvana. Osim toga, gibanje planeta odvijalo se sa stalnom brzinom oko točke u kojoj nije bilo ničega (u centru epicikla). Renesansa je dovela do novog načina gledanja i u umjetnosti i u znanosti. Astronomija je postala povezanija s drugim znanostima, ali i s primjenom u svakodnevnom životu, pa su snažne promjene u viđenju svemira s jedne strane potaknute općim razvojem, kao što su ga, i one još više ubrzale. 

### Nikola Kopernik
Nikola Kopernik (1473. – 1543.) je bio vrstan matematičar i promatrač. Heliocentrični sustav prikazao je kao matematički zaokruženu i utemeljenu teoriju, koja se opravdala rezultatima promatranja. Izvedene tablice gibanja planeta i Mjeseca veoma su se točno ostvarivale. Kopernik je raskinuo sa suštinom Ptolomejeva geocentričnog sustava. Zemlju je svrstao u jednaki red s drugim planetima. Učinio je to time što je u predodžbi Ptolomejeva sustava zamijenio mjesta Zemlje (zajedno s Mjesečevom stazom) i Sunca. Zemlja je treći po redu planet u sustavu gdje središnje mjesto zauzima Sunce (Sunčev sustav). Zvijezde su odmaknute na vrlo velike daljine. No ne samo to. S redoslijedom planeta povezana su i gibanja. Dnevno gibanje neba rastumačeno je obrtanjem Zemlje oko vlastite osi, a godišnje gibanje neba i Sunca obilaženjem Zemlje oko Sunca. Postojalo je i treće gibanje, precesijsko gibanje Zemljine osi koje je mnogo lakše ugraditi u taj sustav nego u geocentrični, ali koje sam Kopernik nije do kraja shvatio. 
Tvrdnjama starogrčkih filozofa da glomazna Zemlja mora biti nepokretna suprotstavljene su protutvrdnje iste naravi: ako se Zemlja ne bi mogla gibati oko Sunca, kako bi se tek onda mogla gibati beskonačna sfera zvijezda oko male Zemlje?! Kopernikovo doba razlikovalo se od antičkog u shvaćanju fizikalnih pojava, pa je Kopernik mogao ispravno tvrditi da je težina nešto što je uzrokom da su nebeska tijela oblikovana u kugle. 
Formalna obrada koju je Kopernik dao sustavu ne razlikuje se mnogo od obrade Ptolomejeva geocentričnog sustava (time je novi sustav lakše i prihvaćen). Zadržana su kružna gibanja planeta, s epiciklima i deferentima. Za sve je planete Kopernik našao da je polumjer epicikla 3 puta manji od razmaka Sunca i centra deferenta. Broj kružnica nije Kopernikovim zahvatom bitnije smanjen, od 80 na 34, no i takvim je načinom uspjelo matematički opravdati heliocentrični sustav unutar točnosti kojom su tada vršena opažanja. Osim toga heliocentrični sustav ima znatne prednosti pred geocentričnim. Tako je Koperniku uspjelo da izvede srednje udaljenosti planeta od Sunca, mjerene Zemljinom srednjom udaljenošću. Stvarnu udaljenost Zemlje od Sunca, Kopernik nije poznavao točnije od Klaudija Ptolomeja. 

#### Određivanje srednjih udaljenosti planeta
Kopernik je raspolagao metodom kojom se određuju srednje udaljenosti planeta od Sunca, mjerene srednjom udaljenosti Zemlje. Metoda je dosta jednostavna s obzirom na unutarnje planete blize Suncu. Kut najveće elongacije (najveći kutni otklon planeta od Sunca) izravno je povezan s udaljenosti planeta od Sunca i udaljenosti Zemlje od Sunca.
Tablica ispod pokazuje Kopernikove i današnje rezultate (osnova je udaljenost Zemlje od Sunca aZ):
| Odnos a/aZ | Kopernik | Danas |
| ---------- | -------- | ----- |
| Merkur     | 0.376    | 0.387 |
| Venera     | 0.7196   | 0.723 |
| Mars       | 1.52     | 1.524 |
| Jupiter    | 5.217    | 5.203 |
| Saturn     | 9.184    | 9.54  |

#### Određivanje sideričkih godina
U novom heliocentričnom sustavu trebalo je uvesti novu astronomsku veličinu, a to je zvjezdana ili siderička godina. Sinodička godina je ophodno vrijeme u kojem se ponovi isti položaj planeta i Zemlje u odnosu na Sunce, dakle razdoblje ponavljanja istih položaja tih triju tijela, i neposredno se mjeri kao osobina prividnog planetskog kretanja. Zbog Zemljinog kretanja oko Sunca, siderički i sinodički periodi nebeskih tijela se razlikuju. Dakle sinodička godina ne predstavlja samo osobinu nekog planeta, već ovisi i o tome kako se Zemlja giba oko Sunca. Siderička godina je vrijeme ophoda planeta oko Sunca u koordinatnom sustavu koji je vezan za daleke zvijezde, a centar ima u Suncu. Takav je period istinska fizikalna veličina koja pripada samo planetu. S druge strane siderička godina se ne može mjeriti izravno, pa je treba računski odrediti.

### Tycho Brahe
Na prijelazu iz 16. u 17. stoljeće djelovala su dva velika astronoma, Tycho Brahe (1546. – 1601.) i Johannes Kepler (1571. – 1630.). Brahe je najveći astronom – praktičar u predteleskopskom razdoblju. Dok je Kopernik mjerio položaj nebeskih tijela točno do na 10' (kutna minuta), Brahe je položaje mjerio točno do na 4', a razlike kutova su dostizale točnost od 1' do 2'. To je ujedno i krajnji domet ljudskog oka; oko ne može razlučivati manje kutove. Različite pojave dovodile su do novih ideja. Tako su se znale i duže od godine dana pojaviti zvijezde na mjestu gdje se prije nisu vidjele. Jednu takvu zvijezdu opažao je Brahe 1572. (Tychova supernova ili SN 1572), a drugu Kepler 1604. (Keplerova supernova ili SN 1604). Pojava novih zvijezda dokazivala je da i u svijetu zvijezda postoje promjene. Jedan komet kojega je 1577. proučavao Brahe, bezuspješno nastojeći odrediti mu paralaksu, pomogao je da se ustanovi kako kometi nisu atmosferske pojave. Brahe je na osnovi negativnog rezultata utvrdio da se komet giba na daljinama većim od udaljenosti Mjeseca. 
Brahe nije prihvatio Kopernikov heliocentrični sustav, već je izveo kombinaciju Kopernikova i Ptolomejeva sustava. Sunce je postavio u središte planetnog sustava, ali je Zemlju pritom izuzeo: Sunce se sa svim planetima gibalo oko Zemlje. Zemlja je tako i dalje zamišljena u središtu svijeta. Brahe je smatrao da ima čvrst astronomski dokaz protiv gibanja Zemlje oko Sunca. U slučaju da se Zemlja giba, zvijezde bi morale biti vrlo daleko, jer nikakvim mjerenjima nije se uspio odrediti njihov paralaktički pomak. No ako su veoma daleko, svojom bi veličinom morale nadmašivati veličinu poznatog sustava i udaljenost najdaljeg planeta. Zašto? U vrijeme prije upotrebe teleskopa smatralo se da fizička veličina zvijezda odgovara njihovu sjaju, te da najsjajnije zvijezde imaju kutni promjer od 2' do 3' (lučne ili kutne minute). Uz takve kutne promjere i na velikim udaljenostima one bi zaista poprimile nepojmljive dimenzije!

### Johannes Kepler
Johannes Kepler je naslijedio bogat i veoma kvalitetan promatrački materijal Tycho Brahea. Na osnovi tih zabilježaka ustanovio je kako se planeti gibaju oko Sunca. Njegovi su zaključci sažeti u tri poznata Keplerova zakona. 

#### Prvi Keplerov zakon
Prvi Keplerov zakon glasi: Planeti se oko Sunca kreću po eliptičnim putanjama; u jednom od žarišta tih elipsa nalazi se Sunce.
Tim je zakonom Kepler dokrajčio sa starogrčkim shvaćanjem o kružnicama kao geometrijskim krivuljama koje upravljaju gibanjima planeta. Keplerova elipsa je zapravo zamjena za konstrukciju s ekscentrično postavljenim kružnicama. Ono što je u Klaudija Ptolomeja bio pomak centra Sunčeve kružnice od Zemlje, ili u Kopernika pomak centra Zemljina deferenta od Sunca, to je po Kepleru prešlo u ekscentricitet elipse, udaljenost centra elipse od žarišta. Promatrački podaci Tycho Brahea nisu dopuštali da se eliptična staza planeta zamijeni ekscentričnom kružnicom. 

#### Drugi Keplerov zakon
Drugi Keplerov zakon glasi: Radijus-vektor (spojnica Sunce-planet) u ma kojim jednakim vremenskim razmacima prelazi jednake površine.
Zakon odražava promjenu brzine planeta. Planet se na stazi giba sporije onda kada je dalje od Sunca. Gibanje je brže kada se planet približava Suncu.

#### Treći Keplerov zakon
Treći Keplerov zakon glasi: Kvadrati (sideričkih) ophodnih vremena srazmjerni su kubovima srednjih udaljenosti (velikih poluosi elipse) planetnih staza od Sunca.
Od postavljanja prvih dvaju zakona 1609., proteklo je 9 godina do postavljanja trećeg zakona. Sideričko ophodno vrijeme je siderička ili zvjezdana godina. Velika poluos elipse a je ujedno i srednja udaljenost planeta od Sunca. Matematički oblik zakona od velike je važnosti u izučavanju gibanja nebeskih tijela.

### Galileo Galilei
Galileo Galilei (1564. – 1642.) je bio i velik fizičar, koji je razvio eksperimentalnu metodu i zasnovao kinematiku, i praktičar, koji je široko primjenjivao matematička znanja i znanja fizike, a u astronomska istraživanja je uveo teleskop. Teleskopi koje je sam izrađivao imali su optička svojstva skromnija od mnogih današnjih tržišnih dalekozora. Iako je prvi teleskop izrađen u Nizozemskoj, zbog Galileiva doprinosa jedna se vrsta teleskopa naziva Galilejevim. To je refraktor, s lećom rastresačom kao okularom. Uz pomoć teleskopa, Galilei je učinio ne mala astronomska otkrića. Utvrdio je da na Mjesecu postoje planine i mjerio im visinu; ispitivao je Sunčeve pjege i pomoću njih određivao vrijeme okretaja Sunca; pronašao je 4 Jupiterova mjeseca; naslutio je Saturnov prsten; a Mliječni Put ugledao je rastavljen na zvijezde.
Galileieva otkrića su puno značila za ljude u doba renesanse, koji su od svemirskih tijela poznavali samo Zemlju. Umjesto samo zanimljivih svjetala na nebu, planeti i Sunce su postali nebeska tijela s vlastitom građom, osobinama, prošlošću i budućnošću. Planine na Zemlji dobile su srodnike na Mjesecu. Pronađeni Jupiterovi pratioci (najveći Jupiterovi sateliti Io, Europa, Ganimed i Kalista nazivaju se još i Galileievim satelitima) podrazumijevali su postojanje fizičkih veza sličnih vezi Mjeseca i Zemlje, odnosno planeta i Sunca. Planeti su i sami postali fizičkim tijelima. Sunce je također postalo bliskije i razumljivije, a sve je to imalo odraza i na filozofiju. Granice prirode su proširene, Zemlja nije više u središtu svijeta, Sunce zajedno s planetima samo je dio svemira što ga ispunjavaju i drugi takvi svjetovi. U načelu su mogući i drugi životi i druge civilizacije. 
Galileo je pomoću teleskopa ugledao i Venerine mijene, pojavu koja je nemoguća u okviru geocentričnog sustava. Kruženjem epiciklom Venera bi mogla biti osvijetljena jedva do pola. No ako obilazi oko Sunca, tada kao donji planet prolazi kroz sve faze, a u gornjoj je konjukciji puna. Tako su pogrešni geometrijski odnosi Ptolomejeva sustava počeli dolaziti u suprotnost s fizičkim pojavama, a kasnije će među takve pojave ući aberacija i paralaksa zvijezda. S Galileiem ulazi astronomija u teleskopsko razdoblje koje traje gotovo 400 godina.

## Teleskopsko razdoblje astronomije

### Christiaan Huygens
Christiaan Huygens (1629. – 1695.) je otkrio 1655. Saturnov mjesec Titan, te utvrdio postojanje Saturnovog prstena. Osim toga konstruirao je 1656. sat s njihalom. U svojim radovima razvijao je kinematiku i valnu teoriju svjetlosti. 

### Johannes Hevelius ili Jan Hevelius
Johannes Hevelius ili Jan Hevelius (1611. – 1687.) je začetnik fizičkih istraživanja Mjeseca i utemeljitelj selenografije. U knjizi istog naslova (1647.) uvodi nazive, od kojih se mnogi i danas upotrebljavaju: Apenini, Karpati, More Vedrine, More Hladnoće, Ocean Oluja.

### Giovanni Domenico Cassini i Ole Rømer
Godine 1667. osniva se opservatorij u Parizu, 1675. opservatorij Greenwich, a 1700. opservatorij u Berlinu. Na pariškom opservatoriju djeluju Giovanni Domenico Cassini (1625. – 1712.) i Ole Rømer (1644. – 1710.). Opažaju Jupiterove mjesece i izrađuju tablice njihovih kretanja i vremena ulasku u sjenu (okultacija). Do otkrića kronometra, ti su se podaci primjenjivali u navigaciji za određivanje vremena. U toku 17. stoljeća, a potom i u 18. stoljeću, sve je točnije premjeravana Zemlja i određivana udaljenost do Mjeseca i Sunca. Za određivanje tih udaljenosti primjenjivana je metoda paralakse, tako što se u slučaju Sunca mjeri udaljenost Marsa ili Venere, a koristi se poznati odnos staza tih planeta i Zemlje. Tako su od 1671. do 1673. Cassini i Jean Richer (1630–1696), istodobnim opažanjima Marsa u Parizu i Cayenneu, odredili udaljenost do Sunca od 138.5 milijuna kilometara. Richer je urom njihalicom ustanovio da je na ekvatoru sila teža manja nego na umjerenim zemljopisnim širinama, što znači da je Zemlja malo spljoštena. 

#### Astronomska metoda mjerenja brzine svjetlosti
Ole Rømer je 1675. ustanovio da trenuci opažanja okultacija (kad se nebesko tijelo, gledano sa Zemlje, skriva iza drugog) Jupiterovih satelita (primjer je Io) ovise o brzini širenja svjetlosti. Do tada se smatralo da se svjetlost prenosi s beskonačnom brzinom. Rømer je vršio mjerenja oko 8 godina. Ustvari Rømer nije napravio nikakav proračun i nije procijenio brzinu svjetlosti. Na osnovu njegovih mjerenja to je obavio Christiaan Huygens i on je dobio za oko 25% manju vrijednost nego što su današnja mjerenja. Značajno je da je Rømer dokazao da je brzina svjetlosti konačna. Njegovi rezultati nisu u početku prihvaćeni sve dok James Bradley 1727. nije otkrio aberaciju svjetlosti. 1809. francuski astronom Jean-Baptiste Joseph Delambre je ponovio Rømerova mjerenja, koja su tada obavljena s mnogo točnijim mjernim instrumentima i dobio za brzinu svjetlosti oko 300 000 km/s. On je ustvari izmjerio da svjetlost putuje sa Sunca do Zemlje 8 minuta i 12 sekundi (stvarna vrijednost je 8 minuta i 19 sekundi).

### Isaac Newton
Proučavajući međudjelovanja tijela, na osnovi pokusa i promatračkih činjenica, Isaac Newton (1643. – 1728.) je uspostavio Newtonove zakone gibanja, te uz pomoć Keplerovih zakona izveo opći ili Newtonov zakon gravitacije. Time je ujedno dao i odgovor na pitanje zašto se planeti kreću po elipsama. Newton isto tumači Zemljinu precesiju i spljoštenost tijela pri vrtnji (spljoštenost je ujedno i fizikalni dokaz vrtnje ili gibanja oko osi). Njegovo djelo Matematički principi prirodne filozofije pojavilo se 1687. Newton je također konstruirao teleskop reflektor sa zrcalom (Newtonov teleskop). 
S Newtonovim radovima započeo je razvoj egzaktnih metoda u istraživanju gibanja svemirskih tijela. Kao posebne grane astronomije pojavile su se nebeska mehanika i teorijska astronomija. Nebeska mehanika proučava zakonitosti u gibanju tijela pod djelovanjem međusobne privlačne sile. Teorijska astronomija, iz promatranja prividnih položaja tijela, određuje njihove prave staze (govori se o dijelovima staza, odnosno putanjskim ili orbitalnim elementima), a na temelju ustanovljenih dijelova staze određuje buduće položaje nebeskih tijela. Izračunate koordinate položaja tijela na nebeskoj sferi, u bilo kojem trenutku vremena, zovu se efemeride. 

### Edmond Halley
Na osnovi Newtonove metode određivanja heliocentrične staze tijela iz 3 promatrana položaja, Edmond Halley (1656. – 1742.) ustanovljuje 1705. jednakost kometa koji se pojavio 1456., 1531., 1607. i 1682., te mu određuje ophodno vrijeme od 76 godina (Halleyjev komet). Godine 1718. Halley uspoređuje suvremene koordinate nekolicine zvijezda (Aldebaran, Sirius i Arktur) s njihovim koordinatama koje je zabilježio Hiparh, te nalazi da su im se promijenila mjesta u polju ostalih zvijezda. Time je otkriveno vlastito gibanje zvijezda. Halley je zasnovao metodu mjerenja udaljenosti planeta, Merkura i Venere, pri njihovom tranzitu (prelasku preko kruga Sunca). 

### James Bradley
James Bradley (1693. – 1762.) pronalazi aberaciju svjetlosti (1726.) i vrlo male periodičke promjene u precesiji Zemlje ili nutaciju (1747.), povezujući je s utjecajem Mjeseca. U istom su stoljeću otkrivene dvojne zvijezde ili dvostruke zvijezde koje obilaze oko zajedničkog težišta, zatim hrpe ili skupove zvijezda, te tamne i svijetle maglice (nebule). Među maglicama bilo je i takvih za koje se kasnije ustanovilo da su veoma daleko, ustvari da su zvjezdane tvorevine izvan Mliječnog puta. Charles Messier (1730. – 1817.) je 1784. katalogizirao 103 maglice i skupove (popis Messierovih objekata), a oni se i danas označavaju na isti način: M 1, M 31 (čitaj: mesijé jedan itd.). 

### William Herschel
Više tisuća maglica opazio je i zabilježio William Herschel (1738. – 1822.), koji je svojim otkrićima i širinom pogleda na događaje u svemiru, dao osobni pečat drugoj polovici 18. stoljeća. Gradio je teleskope reflektore, od kojih je najveći imao objektiv od 122 cm. Godine 1781. otkrio je novi planet, Uran. Istraživao je dvojne zvijezde, a 1783. ustanovio je da se Sunce giba u smjeru zviježđa Herkula (apeks Sunca). Prebrojavanjem zvijezda i metodom uzoraka utvrdio je da se Sunce nalazi u središtu golemog kotača ili diska. Promjer kotača je procijenio na 5 900 svjetlosnih godina, a debljinu na 1 000 svjetlosnih godina. Uočio je da se u području Škorpiona, Mliječni Put dijeli u dva kraka.

### Određivanje udaljenosti Mjeseca i Sunca
Udaljenost predmeta koji se mogu promatrati iz dva različita položaja određuju se triangulacijom ili mjerenjem trokuta kojemu je jedna stranica tražena udaljenost. Uz pomoć matematičkih izraza za kosokutan trokut može se nakon mjerenja izračunati vrijednost udaljenosti. Ista metoda, primijenjena u astronomiji, naziva se metodom paralakse. Ako se promatra nebesko tijelo, recimo Mjesec (planeti ili bliska zvijezda), s krajeva Zemljine putanje oko Sunca 1 i 2 (vidi sliku desno), tada će se Mjesec uočiti na 2 mjesta među zvijezdama na nebu, doći će do promjene ili paralakse. No za razliku od triangulacije na Zemlji, gdje se mjere kutovi uz geodetsku bazu, astronom izravno određuje kut paralakse p kao onaj kut za koji se nebesko tijelo pomakne na pozadini koju tvore daleke zvijezde, mjeri se izravno kut na nebeskoj sferi. Kada je geodetska baza smještena na Zemlji, kut paralakse zove se dnevnom paralaksom. Naziv potječe otuda što jedan promatrač može u toku dana, zbog Zemljine vrtnje, da zagleda nebesko tijelo iz različitih smjerova. Ujedno, dnevna je paralaksa dokaz Zemljine vrtnje oko svoje osi. Ako se centar Mjeseca promatra tako kao da se promatrači nalaze na krajevima duljine jednake polumjeru Zemljina ekvatora, pri čemu je Mjesec u obzoru (horizontu) jednom od promatrača, tada se kut paralakse p naziva horizontska ekvatorska paralaksa. Tom je paralaksom jednoznačno određena udaljenost centra Mjeseca od centra Zemlje. Kod srednje udaljenosti Mjeseca od Zemlje paralaksa iznosi 57 '. Točnost mjerenja metodom paralakse opada s udaljenošću nebeskog tijela. Metodom paralakse udaljenost Sunca ne može se izravno izmjeriti. Da bi se stoga odredila njegova udaljenost, paralaktički se mjeri udaljenost nekog planeta u trenutku njegove najmanje udaljenosti i primjenjuje se poznati odnos između veličina staza planeta i Zemlje. 

### Procjena udaljenosti zvijezda na osnovu njihovog sjaja
Udaljenosti zvijezda procijenjene su u 18. stoljeću na osnovi njihova sjaja (magnituda). U tu svrhu valja pretpostaviti da su sve zvijezde jednako sjajne kao i Sunce. Budući da okom prihvaćeni tok svjetlosti opada s kvadratom udaljenosti izvora, to je omjer toka svjetlosti pristigle sa Sunca i sa zvijezde jednak obrnutom (recipročnom) omjeru kvadrata njihovih udaljenosti. No u 18. stoljeću nije bilo optičkih uređaja kojima bi se vjerodostojno mogao mjeriti omjer jakosti svjetlosti Sunca i zvijezde, pogotovo zato što je taj omjer veoma veliki. Stoga je kao uzorak poslužio Mars. Mars sjaji kao zvijezda prve veličine, a udaljenost mu je poznata. Mars je sićušan reflektor koji od svekolike Sunčeve svjetlosti tek njezin mali dio presreće svojim tijelom. Vrijednost se dobro podudarala s udaljenostima najbližih zvijezda. Ovu interesantnu metodu predložio je švicarski astronom Jean-Philippe Loys de Chéseaux (1718. – 1751.).

### Vlastito gibanje zvijezda i apeks Sunca
Dok su godišnja paralaksa i aberacija svjetlosti periodička i prividna gibanja uvjetovana gibanjem Zemlje, neke zvijezde mijenjaju mjesto zato što se uistinu gibaju. Gibanje nebeskih tijela je prirodno stanje u svemiru. No da li ćemo to gibanje zapaziti, ovisit će od dva čimbenika: o brzini gibanja i o udaljenosti na kojoj se tijelo nalazi. Veoma daleke zvijezde neće primjetno promijeniti mjesto ni u toku duljeg razdoblja opažanja. Zato je gotovo jednak razmještaj svojstvo dalekih zvijezda. One ne pokazuju ni godišnju paralaksu, ni vlastito gibanje. 
Sunce je zvijezda koja se i sama giba u prostoru. Zato će mjerene brzine zvijezda biti u stvari relativne. Komponenta relativne brzine u smjeru doglednice (radijalna komponenta brzine vr) ustanovljuje se uz pomoć Dopplerova učinka. U principu, s udaljavanjem slabi i sjaj, ali učinak je tako malen da se ni na koji način ne da utvrditi, pogotovo zato što fizički uvjeti koji vladaju na zvijezdi i u njezinoj okolini mogu dovesti do promjene sjaja! Komponenta brzine zvijezde koja je okomita na doglednicu (normalna komponenta vn) dovodi do promjene položaja zvijezde na nebeskoj sferi. Omjer kutnog pomaka i vremena μ, naziva se vlastitim gibanjem. Zvijezda prevaljuje u vrijeme t put od relativnog položaja 1 do 2, s normalnom komponentom vn. Ta komponenta brzine određuje se iz mjerene kutne brzine μ = ϑ • r i udaljenosti zvijezde r:
Vn = μ • r
Napomena: kod malog centralnog kuta, kružni luk je jednak tetivi. 
Radi praktičnosti, kutna brzina μ mjeri se lučnim sekundama po godini. Zvijezda koja pokazuje najveći pomak od 10.3 "/god je Barnardova zvijezda (Edward Emerson Barnard); za manje od 2 stoljeća ona na nebu prevali prividnu veličinu Mjeseca. Sedam zvijezda ima kutnu brzinu veću od 5 "/god. Iznosu te brzine više doprinosi blizina zvijezda nego stvarna brzina. Velike pomake pokazuju i ostale bliske zvijezde, kao ε Rijeke Eridan, 61 Labuda i Vuk 359. Radijalne brzine zvijezda također ovise o smjeru gibanja zvijezda. Pregled zvijezda s najvećim radijalnim gibanjima pokazuje da se jedna zvijezda udaljava s brzinom nešto većom od 500 km/s, jedna približava s 400 km/s, a njih desetak ima relativnu radijalnu brzinu veću od 300 km/s.
Vlastita gibanja 13 zvijezda navela su 1783. Williama Herschela da ustanovi smjer gibanja Sunca među zvijezdama. Da se taj smjer odredi, nije potrebno znati ni udaljenost zvijezda, ni radijalnu brzinu, a njih nije Herschel ni znao. Putujemo li nekim krajolikom, činit će nam se da se predmeti koji se nalaze u smjeru puta razmiču. Pritom je njihov vektor brzine usmjeren prema nama bočno van. Za predmete koji ostaju iza nas čini nam se da se zbijaju. Dakako, kako zvijezde oko Sunca nisu nepomična tijela svemirskog krajolika, kao što je nepomično drveće kraj puta, bit će slika njihovih gibanja nešto drukčija nego u opisanom primjeru gibanja zemaljskim krajolikom, ali će u suštini ostati ista: većina zvijezda koje se nalaze ispred nas razmicat će se, a većina zvijezda koje se nalaze iza nas stiskat će se. Herschel je našao da se točka na nebu prema kojoj se giba Sunce ili apeks, nalazi u zviježđu Herkulu. Danas je apeks određen na osnovi podataka o mnogo većem broju zvijezda, a nalazi se u Herkulu sasvim blizu zvijezde Vega u susjednoj Liri.
Antapeks (anti-apeks), točka od koje se Sunce odmiče, nalazi se na dijametralno suprotnom dijelu nebeske sfere, u zviježđu Golubu. Na temelju mjerenja relativnih brzina zvijezda, određena je i brzina Sunca na putu prema apeksu od 20 km/s. Sunce se tom brzinom giba u odnosu na skupinu okolnih zvijezda; one zajedno čine jedan koordinatni sustav u odnosu na koji se giba Sunce. U vrijeme jedne godine Sunce prevali duljinu jednaku 4.2 AJ. 

## Astronomija 19. i 20. stoljeća

### Paralaktičko određivanje udaljenosti zvijezda
Udaljenosti zvijezda prvi su izmjerili Friedrich Bessel (1784. – 1846.), Friedrich von Struve (1793. – 1864.) i Thomas Henderson (1798. – 1844.) u razdoblju od 1835. do 1838. Iako su osnovne metode bile poznate još od antike (triangulacija), otkriće je zakasnilo jer su zvijezde veoma udaljene i mjerni instrumenti nisu bili toliko precizni. Da bi se izmjerila paralaksa zvijezda, potrebno je uzeti najveću geodetsku bazu koja je čovjeku na raspolaganju, a to je staza Zemlje oko Sunca. Kako Zemlja obilazi oko Sunca, tako astronom opaža odabranu zvijezdu uvijek u drugom smjeru. Iz položaja Zemlje Z1 i Z2 na suprotnim krajevima putanje, zvijezda na nebeskoj sferi se vidi u točkama P1 i P2. Kutni razmak točaka P1 i P2 mjeri se na nebeskoj sferi izravno, a kut p zove se godišnja paralaksa. Kut godišnje paralakse veoma je malen, a udaljenost zvijezda velika, pa polumjer Zemljine putanje (AJ) predstavlja mali odsječak luka na kružnici opisanoj oko zvijezda. Polumjer kružnice jednak je omjeru luka i centralnog kuta:
r = aZ / p
jer je godišnja paralaksa u svih zvijezda manja od lučne sekunde, to se praktičniji izraz dobiva ako se radijani zamijene lučnim sekundama. Kako je 2π rad = 360 °, odnosno 1 rad = 206 265", a aZ = 1 AJ, to slijedi:
r = 206 265 AJ / p (") = pc / p (")
Ovdje je uvedena nova mjerna jedinica za udaljenost, parsek (pc). Vrijedi:
1 pc = 206 265 AJ = 3,2616 sg = 3.086 • 1016 m
Velike udaljenosti zvijezda pogodnije je umjesto u astronomskim jedinicama ili metrima, mjeriti u parsekima. Udaljenost zvijezde mjerena parsekima jednaka recipročnoj vrijednosti godišnje paralakse mjerene lučnim sekundama. Jedan parsek jednak je udaljenosti s koje bi se polumjer Zemljine staze oko Sunca, postavljen okomito, vidio pod kutom od jedne lučne sekunde (1 "). Udaljenosti je, međutim, zgodno navoditi i u svjetlosnim godinama (sg), a istog su reda veličine kao i parseki. Vrijedi:
1 sg = 9.46 • 1015 m
Prve zvijezde kojima su udaljenosti bile određene jesu 61 Labuda, Vega (26 sg) i α Kentaura (eng. Alpha Centauri). Najbliža zvijezda do Sunca je Proksima Kentaura, najbliža zvijezda u trostrukom sustavu α Kentaura. Do daljine od 12 svjetlosnih godina (sg) ima tridesetak zvijezda. U prosjeku te su zvijezde udaljene jedne od druge 6 – 7 sg. Paralaktička metoda određivanja udaljenosti zvijezda veoma je pouzdana. Osniva se samo na geometrijskim odnosima. Udaljenost zvijezde tim putem određena, kao i sam kut p, naziva se još i trigonometrijskom paralaksom. Metoda služi dok se mogu mjeriti kutovi, do daljine od otprilike 200 svjetlosnih godina.

### Procvat astronomije i pojava astrofizike
U 19. stoljeću cvjetaju sva područja klasične astronomije. Nebeska mehanika tumači fine pojave u gibanjima nebeskih tijela, kao što su poremećaji staza, te rješava složene probleme gravitacijskog međudjelovanja. Pomoću proračuna Urbaina Le Verriera (1811. – 1877.) temeljenim na gibanju Urana, Johann Gottfried Galle (1812. – 1910.) otkriva 1846. planet Neptun. U istom se stoljeću razvija i fizičko područje fotometrije ili mjerenja tokova svjetlosti i toplinskog zračenja. Astronomska fotometrija najprije je vizualna, a fotografska fotometrija javlja se tek na prijelazu u 20. stoljeće. Sada se zvijezdama, osim položaja i vlastita gibanja, može pridijeliti još jedna fizička osobina: energija zračenja. Do kraja 19. stoljeća određene su zvjezdane veličine za više od milijun zvijezda. Omjer svjetlosnih tokova koje šalju zvijezde različitih zvjezdanih veličina određuje 1854. Norman Robert Pogson (1829. – 1891.). Po njegovu prijedlogu, za odnos tokova dviju zvijezda čije se zvjezdane veličine razlikuju za jedinicu treba uzeti 2.521. 
Na tokove zračenja koje prihvaćamo sa zvijezda utječe njihova udaljenost. Da bi se ustanovio energetski tok koji napušta zvijezdu, osim prividnih veličina, potrebno je saznati i udaljenost. Za tok, snagu zračenja s čitave zvijezde upotrebljava se naziv luminozitet L. Luminozitet zvijezde uspoređuje se s luminozitetetom Sunca Lo kao jedinicom. Luminozitet pak Sunca određuje se tako da se mjeri onaj tok zračenja koji stiže na mjernu površinu postavljenu okomito na zraku, a izvan Zemljine atmosfere, a izražava se Sunčevom konstantom. Fotometrija će na prijelazu u 20. stoljeće omogućiti da se pažnja astronoma usmjeri na promjenjive zvijezde. 
U 19. stoljeću ubrzano se razvija klasična fizika: fizikalna optika, spektroskopija, termodinamika i nauka o elektricitetu i magnetizmu. Na tim se granama osnivaju nova astronomska područja. Spektroskopija postaje nezamjenjivim sredstvom ispitivanja svemirskog prostora. Najprije, 1802. William Hyde Wollaston (1766. – 1828.) uočava u Sunčevu spektru neke tamne linije, a Joseph von Fraunhofer (1787. – 1826.) ih ispituje od 1814. i popisuje. U tu svrhu on razvija spektroskopske instrumente. Izrađuje spektroskop s optičkom rešetkom, a teleskop snabdijeva satnim mehanizmom, da bi se jednoliko pratilo dnevno kretanje nebeskih izvora svjetlosti. Po njemu se tamne, apsorpcijske linije nazivaju Fraunhoferove linije. Jednake spektralne linije koje vidi u spektru Sunca, nalazi on i u spektru Mjesečeve svjetlosti i u svjetlosti planeta. Dokaz je to da svjetlost tih objekata nije vlastita već odražena Sunčeva svjetlost. Christian Doppler (1803. – 1853.) utvrduje 1842. da se valna duljina svjetlosti mijenja ako se izvor svjetlosti giba prema promatraču. Dopplerovim učinkom izravno se mjeri brzina izvora u smjeru doglednice, radijalna komponenta brzine vr, jer je omjer te brzine i brzine svjetlosti jednak omjeru promjene valne duljine i same valne duljine:
vr / c = Δλ / λ
Godine 1859. postavljaju Gustav Robert Kirchhoff (1824. – 1887.) i Robert Wilhelm Bunsen (1811. – 1899.) osnove spektralne analize, načelo jednakosti: jedna tvar emitira ili apsorbira, zrači ili upija uvijek iste spektralne linije. Tim putem dokazuju da na Suncu ima istih kemijskih elemenata koji postoje i na Zemlji. Nekoliko kemijskih elemenata otkrio je u spektru zvijezda 1863. William Huggins (1824. – 1910). godine 1865. uvodi se pojam astrofizika. Godine 1868. Norman Lockyer (1836. – 1920.) otkriva na Suncu nepoznati kemijski element, helij. Isti element nađen je na Zemlji 1895. Prva dvojna zvijezda, otkrivena 1889. spektroskopom na temelju Dopplerovog učinka bila je Mizar, a to je učinio Edward Charles Pickering (1846. – 1919.). 
Fotografija se u astronomskoj spektroskopiji upotrebljava od 1850-tih godina. Zvijezde po spektrima prvi klasificira Angelo Secchi (1818. – 1878.) u razdoblju od 1860. do 1870. Krajem 19. stoljeća postalo je očito da pojave u spektru ovise o temperaturi zvijezde, pa se na osnovi spektralne klasifikacije (spektralni razred) može ustanoviti na kojoj se temperaturi nalaze svijetleći slojevi zvijezda. Zbog toga je spektrima porasla vrijednost i oni pridonose daljem fizičkom opisu zvijezda. Fotografski album od oko 200 000 zvjezdanih, klasificiranih spektara, izlazi od 1918. do 1924.; to je Harvardski katalog Henryja Drapera (1837.  –  1882). 
Uspoređivanje snaga zračenja zvijezda sa zvjezdanim temperaturama, što je Ejnar Hertzsprung (1873. – 1967.) učinio 1905., a dijagramom prikazao 1913. Henry Norris Russell (1877.  – 1957.), ukazuje na fizičku suštinu zvijezda. Hertzsprung-Russellov dijagram (poznat pod kraticama HRD ili HR dijagram) odražava trenutno fizičko stanje zvijezde, njezinu strukturu, izvor energije i razvitak. Godine 1879. ustanovio je Jožef Stefan (1835. – 1893.) pokusom, a 1884. Ludwig Boltzmann (1844. – 1906.) teorijski, da je ukupan tok energije sa zagrijanog tijela razmjeran četvrtoj potenciji temperature (Stefan-Boltzmannov zakon). Tako su snaga zračenja i spektar povezani istom fizičkom veličinom, temperaturom. Dublji uvid u način postanka spektra, raspodjele svjetlosne jakosti na različitim valnim duljinama, dat će atomska fizika koja se razvija u prvoj polovici 20. stoljeća. Kao jednu od važnih činjenica utvrdit će da velika jakost spektralnih linija kalcija u Sunčevu spektru ujedno ne znači da je glavni sastojak Sunca kalcij. Nuklearna fizika dovest će pak do otkrića izvora nuklearne energije na zvijezdama.

### Struktura zvijezda i izvor energije
Svjetlost pristiže izravno iz površinskih dijelova zvijezda. Ostalo je pitanje kakva je unutrašnjost i gdje se nalazi izvor koji nadoknađuje energiju izgubljenu u vidu svjetlosti? Hermann von Helmholtz (1821. – 1894.) je ideju o stezanju zvijezda kao izvoru energije izrazio 1853., no razvio tek 1884. Po toj teoriji, zvijezda se steže zbog vlastite privlačne sile i pritom potencijalnu gravitacijsku energiju pretvara u toplinsku. Teorija je vladala do kraja 19. stoljeća, kada je ustanovljeno da se ne može primijeniti na današnje Sunce. Geologija je našla dokaze da je Zemlja mnogo starija od 20 milijuna godina. Stezanjem na sadašnji polumjer, Sunce nije moglo istom snagom svijetliti dulje od 20 milijuna godina, stoga Sunce mora imati neki drugi izvor energije. U labaratoriju Ernesta Rutherforda (1871. – 1937.), radioaktivno su datirani neki geološki slojevi, pa je starost Zemlje procijenjena 1904. na više od 2 milijarde godina. Bitan prirodoznanstveni problem dobivanja energije ostao je neriješen nekoliko idućih desetljeća. 
Radioaktivnost, otkrivena 1896., dala je nadu da rješenje leži u energiji spremljenoj u atomskoj jezgri. Sama radioaktivnost može dovesti do zagrijavanja tijela koje ima sastav i veličinu jednog planeta, ali ne može opravdati snagu zračenja i dugovječnost zvijezde. Na sintezu elemenata, kao na izvor energije, misli se od 1915., no ispravan odgovor osigurat će tek bolje poznavanje unutrašnje građe zvijezda i napredak nuklearne fizike. Unutrašnjost zvijezda mora da bude u stanju ravnoteže. Sile koje djeluju na svaki sloj mora da se uravnotežuju, a toplina koja izlazi iz jednog sloja mora biti ili proizvedena u njemu, ili propuštena. Na početku 20. stoljeća stabilna je zvijezda razmatrana sa stanovišta mehanike i termodinamike. Pouzdanu teoriju unutrašnje građe zvijezda polaže dvadesetih godina 20. stoljeća Arthur Stanley Eddington (1882. – 1944.). On nalazi veoma važnu vezu između mase i snage zračenja, odnos masa – luminozitet i ustvrđuje da su zvijezde svemirska tijela koja su strogo omeđena masom: ne može postojati zvijezda mase mnogo veće od mase Sunca, niti zvijezda mnogo manje mase; granice se nalaze otprilike od 0.05 do 50 Sunčevih masa. Tijela male mase ne mogu podržavati visoku temperaturu, pa ne zrače; tijela prevelike mase imaju u središtu tako visoku temperaturu da ih tlak mora razoriti. 
Podaci nuklearne fizike dozvoljavaju konačno 1938. Hansu Albrechtu Betheu (1906. – 2005.) i Carl Friedrichu von Weizsäckeru (1912. – 2007.) da proračunom dokažu kako se na temperaturi od desetak i više milijuna °C odvija sjedinavanje (nuklearna fuzija) vodika u helij. Usklađivanje teorijskih pogleda s promatračkim podacima o fizičkim svojstvima zvijezda vodi dotjerivanju predodžaba o strukturi Sunca i zvijezda, pa je već prije sredine 20. stoljeća jasno da je vodik pretežni sastojak Sunca. Ujedno, otvorena su vrata produbljivanju predodžaba o promjeni unutrašnje građe zvijezda s vremenom, o razvitku zvijezda. Sve što se troši i razvija se.

### Mliječni put
U pozadini stoljetnih astronomskih istraživanja krije se pitanje o rasporedu zvijezda i svjetova. Prve predodžbe o strukturi Mliječnog puta stvorio je William Herschel. Do značajnijeg napretka došlo je tek na prijelazu iz 19. u 20. stoljeće. Da bi se spoznalo, trebalo je naučiti kako da se gleda. Statistička ispitivanja sjaja zvijezda otkrivaju iznenađujuću činjenicu da je pogled na daleke zvijezde, u mnogim smjerovima, zastrt nevidljivom tamnom tvari. Zato je sjaj zvijezda koje se nalaze na istoj daljini u nekim područjima neba manji nego u drugim područjima. Do razlika dovodi raspored tamne tvari. Tamni se oblaci međuzvjezdane tvari okupljaju naročito sredinom trake Mliječnog puta. U području Mliječnog puta praktički nisu vidljive ni maglice spiralnog oblika, koje je 1848. otkrio William Parsons Rosse (1800. – 1867.) s najvećim tadašnjim reflektorskim teleskopom, kojemu je objektiv imao 180 cm. 
Početkom 20. stoljeće proračunao je Hugo von Seeliger (1849. – 1924.) da promjer Mliječnog puta iznosi 23 000 sg (7 000 pc). Godine 1904. otkriva Jacobus Cornelius Kapteyn (1851. – 1922.) pravilno gibanje zvijezda u Sunčevoj okolini. Jedna struja zvijezda gibala se u jednom, a druga u suprotnom smjeru. Pojava se tumači općim zajedničkim gibanjem zvijezda oko centra Mliječnog puta ili vrtnjom cijelog sustava Galaktike. Jedna struja zvijezda, ona koja je bliža centru Mliječnog puta, pretječe Sunce, a zaostaje ona struja koja je dalja od centra Galaktike nego što je Sunce. 
U istraživanjima veličine Galaktike i određivanju udaljenosti između njezinih dijelova poslužile su pravilno promjenjive zvijezde cefeide i skupovi zvijezda. H. Levitt prvih je godina 20. stoljeće otkrila da se cefeide vladaju na vrlo pravilan način. Što im je razdoblje između maksimuma sjaja dulji, to su im luminoziteti veći. Time je nađen postupak za posredno određivanje snage zračenja tih zvijezda. A jer svjetlosni tok koji primamo ovisi o udaljenosti zvijezda, mjerimo i njezinu udaljenost! Ideja mjerenja udaljenosti pomoću cefeida iznijeta je 1908. Fizički uzrok promjene sjaja otkrio je 1914. Harlow Shapley (1885. – 1972.): cefeide periodički mijenjaju obujam, pulsiraju. 
Još je jedna metoda određivanja udaljenosti ustanovljena u to vrijeme i to metoda zvjezdanih jata. Metoda je neposredna zato što se koristi geometrijskim odnosima i ne ovisi o fizičkom stanju zvijezda. Godine 1909. uočeno je da zvijezde otvorenog skupa Hijade, koji se nalazi u Biku, pokazuje zajedničko vlastito gibanje. One sve zajedno hrle istom cilju, točki sjedinjenja u prostoru ili verteksu. Kutna udaljenost skupa od verteksa iznosi oko 30 °. Okomita komponenta brzine razmjerna je udaljenosti. U metrologiji svemira, skup Hijade predstavljaju opornu točku. Njegova udaljenost iznosi oko 40 pc (130 sg). Među njegovim članovima nalaze se i promjenjive zvijezde, pa je na taj način i njihova udaljenost poznata, a ujedno im je provjerena snaga zračenja. 
Novo uspostavljene metode određivanja udaljenosti dijelova Galaktike uz spoznaju da su znatni njezini dijelovi zamračeni međuzvjezdanom tvari, vode u nastavku 20. stoljeća sve boljem upoznavanju galaktičke strukture. Harlow Shapley ispituje 1918. razmještaj kuglastih skupova i nalazi da se jedna trećina skupova nalazi u zviježđu Strijelca. Tamo se stoga mora nalaziti i centar Mliječnog puta. Inače, kuglastih se skupova susreće u svim smjerovima jednoliko oko centra Galaktike. Mjereći udaljenost kuglastih skupova pomoću cefeida koje pripadaju skupu, Shapley procjenjuje veličinu Galaktike i udaljenost Sunca od njenog centra. Radi se o desecima tisuća svjetlosnih godina. Zaokružavanju slike o ukupnoj građi Galaktike pridonose kinematička svojstva, uređeno gibanje Galaktike oko vlastitog centra. Uz nove mjere udaljenosti, obrtanje Galaktike poslužilo je 1927. Janu Oortu (1900. – 1992.) da ustanovi prostorne odnose, da utvrdi točan položaj centra naše Galaktike, udaljenost Sunca od centra i njegovu brzinu obilaženja oko centra. Ti su se podaci, uz male preinake, održali do danas.

### Otkriće galaktika
Dok su proučavani građa i sastojci Mliječnog puta, odvijala su se usporedna istraživanja, koja su potvrdila ideje da nismo sami u svemiru, već da postoje i drugi zvjezdani otoci, druge galaktike. Dublje su spoznaje dobivene uz pomoć novog teleskopa. Godine 1918. počinje se opažati reflektorskim teleskopom na Mt Wilsonu, s promjerom objektiva od 254 cm (100 inča). Teleskop koji će ga nadmašiti proradit će tek 1949., a imat će dvaput veći promjer, bit će to teleskop na Mt Palomaru. Početkom 20. stoljeća bilo je poznato više tisuća maglica (nebula). Među njima pažnju su privlačile pravilne, eliptične i spiralne maglice. Spiralne su odgovarale predodžbi o nastanku planetnog sustava, koju je pružala teorija Immanuela Kanta (1724. – 1804.) i Pierre-Simona Laplacea (1749. – 1827.) s prijelaza iz 18. stoljeća u 19. stoljeće. U spiralnim krakovima, ovijenim oko usijanog središta, mogli su nastajati planeti. Spektar Andromedine maglice (Messier 31) davao je naslutiti da u središtu postoji zvijezda čiju svjetlost odražava tvar u raspršenom stanju, smještena u spiralama. 
Godine 1912. Vesto Slipher (1875. – 1969.) je uz pomoć Dopplerova učinka ustanovio da se spiralne maglice udaljavaju (crveni pomak), a 1914. da rotiraju. Pretpostavivši da su to izvangalaktički, vrlo udaljeni objekti, odredio im je razdoblje vrtnje od 200 milijuna godina. Veoma uvjerljiv dokaz da se Andromedina maglica nalazi izvan Mliječnog puta pružile su pojave novih zvijezda koje su u toj maglici praćene od 1917. Nove zvijezde dostižu maksimum sjaja, po kojemu se ocijenilo da je Andromedina maglica dalje od 150 000 pc (500 000 sg). Konačno je Edwin Hubble (1889. – 1953.) promatranjima s Mt Wilsona 1923. i 1924. ustanovio da u Andromedinoj maglici postoje cefeide, mjerio im je razdoblje promjene sjaja i odredio udaljenost. Tako je Andromedina maglica bila otjerana na udaljenost od 300 000 pc (900 000 sg). Oblikovana je slika velikog svemira s galaktikama, od kojih je jedna i naša Mliječni put. Postao je jasan njezin položaj u svemiru. Nedugo zatim, 1929. Hubble i Milton Humason (1891. – 1972.) otkrivaju da je pomak spektralnih linija galaktika prema crvenom (crveni pomak) to veći što je galaktika udaljenija, tj. da se galaktike udaljavaju većom brzinom ako su na većoj udaljenosti.

### Građa Mliječnog puta i razvoj zvijezda
1944. Walter Baade (1893. – 1960.) razaznaje da je Mliječni put sastavljen od dviju vrsta objekata ili populacija. U populaciju I ulaze sjajnije zvijezde koje se susreću uz središnju ravninu Mliječnog puta (galaktičku ravninu) ili u disku. U populaciju II ulaze zvijezde koje se nalaze u kuglastim skupovima, dakle u halou Galaktike. Populacije se razlikuju i po kemijskom sastavu. Baade ujedno ustanovljuje da cefeide koje pripadaju populaciji II ne mijenjaju sjaj po istom pravilu kao one cefeide koje pripadaju populaciji I. Ne uoči li se ta razlika, dolazi do zabune pri određivanju udaljenosti metodom cefeida. U stvari, pogreška je bila učinjena pri određivanju udaljenosti tijela izvan Galaktike. Stoga se od 1950. galaktikama pripisuju dvaput veće udaljenosti nego prije. 
1944. V. Kukarkin nastavlja raspodjeljivati zvijezde različitih fizičkih svojstava na različita područja Galaktike. Iz tih ispitivanja proistječe važna spoznaja da prostorni raspored zvijezda i drugih objekata ovisi o njihovu fizičkom stanju. Jasniji postaje put razvitka Galaktike. Zvijezde populacije II su starije i u svom su središtu mogle odavna nuklearnom fuzijom izgraditi teške elemente. Imaju li veliku masu, eksplodirale su, pa je njihov razastrt materijal obogatio međuzvjezdanu tvar teškim elementima (npr. željezo). Iz raspršene međuzvjezdane tvari u povoljnim uvjetima nastale su mlađe zvijezde, pa će one i u površinskim slojevima pokazivati značajan udio teških elemenata. Te mlade zvijezde pripadaju populaciji I. 
Pedesetih godina 20. stoljeća množe se dokazi da je Galaktika spiralna. Na to napominje raspored sjajnih zvijezda, no važan dokaz donosi novo razvijena metodika ispitivanja svemira, radio astronomija. Međuzvjezdana tvar zrači radio valove, među kojima se ističe spektralna linija neutralnog vodika s valnom duljinom od 21 cm. Na osnovi podataka o tom zračenju, Jan Hendrik Oort i Wim van Hulst (rođen 1939.) nalaze 1951. da je spiralna struktura Galaktike veoma složena. Spirale su smještene unutar diska, a Sunce se nalazi pri rubu jednog od spiralnih krakova. Sva zviježđa na koja je razdijeljeno nebo, sve što vidimo golim okom, nalazi se uglavnom u tom području. Većina vidljivih zvijezda smještena je u disku, i to posebice u tankom sloju uz galaktičku ravninu. Ravnina Zemljine staze oko Sunca položena je ukoso i prema spojnici sa središtem Galaktike i prema galaktičkoj ravnini. Brzina Sunca na stazi oko središta procijenjena je na 230 km/s. Razdoblje obilaska iznosi oko 200 milijuna godina. S tom brzinom obilaženja, vektorski se zbraja mnogo manja brzina od 20 km/s, koju Sunce pokazuje u odnosu prema bliskim zvijezdama i kojega se apeks nalazi u smjeru Herkula. 
Oko diska raspoređen je halo, a utvrđeno je da Galaktici pripada i šire područje, prozvano koronom. Najraznovrsniji objekti nalaze se u disku. Tu su najprije zvijezde: modri divovi, crveni divovi i superdivovi, žuti i crveni patuljci, bijeli patuljci, neutronske zvijezde, a možda i crne rupe. Značajnije promjene sjaja pokazuje mali broj zvijezda, pa njih nazivamo promjenjivim zvijezdama. Uzrok promjene u najvećem broju slučajeva je pulsiranje obujma, pri čemu se sjaj promijeni za nekoliko puta. Ovisno o zvijezdi, ciklus promjene, period, traje od dijela dana do više mjeseci. Osim pravilno promjenjivih, postoje i polupravilno i nepravilno promjenjive zvijezde. Ako zvijezdi iznenada poraste sjaj za više zvjezdanih veličina, a snaga zračenja za tisuću ili milijun puta, radi se o eksploziji. Eksplozivno promjenjive zvijezde su nove i supernove zvijezde. One se razlikuju i načinom na koji mijenjaju sjaj, no bitno je da su i mehanizmi eksplozije različiti.

#### Dvojne zvijezde
Među nebeskim tijelima nađenim u Galaktici posebno mjesto zauzimaju dvojne zvijezde, zvijezde koje se pod djelovanjem uzajamne privlačne sile gibaju zatvorenom stazom oko zajedničkog centra mase. Sunce je pojedinačna zvijezda i navikli smo da ga kao mjerom uspoređujemo s drugim zvijezdama. Međutim, već popis najbližih zvijezda pokazuje da više od polovice zvijezda pripada dvojnim sustavima. U prošla dva stoljeća udio zvijezda koje se uvrstavaju u višestruke sustave stalno je rastao. Prema današnjim spoznajama, većina zvijezda smještena je u parovima i višestrukim sustavima. Dvojne zvijezde razvrstavamo prema načinu opažanja. Vizualno dvojne zvijezde one su zvijezde koje vidimo kako se pojedinačno gibaju oko nevidljiva centra mase. Vidimo ih samo onda ako je moć razlučivanja teleskopa dovoljna, što znači da sustavi moraju biti relativno blizu; općenito su to zvijezde malog sjaja. Ako se od dvojnog sustava zapaža samo jedna zvijezda, jer je druga nedovoljnog sjaja, vidljiva će zvijezda na nebu periodički mijenjati položaj, ustvari njezina će prividna staza izgledati valovita. Nevidljivi pratilac odaje svoje prisustvo gravitacijskim učinkom. Takve dvojne zvijezde zovu se astrometrijske dvojne zvijezde. Spektroskopski dvojne zvijezde otkrivaju se uz pomoć Dopplerovog učinka. Moć razlučivanja teleskopa premala je da bi se zvijezde optički razdvojile, no periodičko udvostručavanje njihovih spektralnih linija otkriva dvojnost. U slučaju pomrčinskih dvojnih zvijezdi, svjetlost jedne (ili obiju) zvijezda povremeno se i strogo periodički zaklanja drugom zvijezdom. 

#### Zvjezdane asocijacije
Zvijezde se u Galaktici porazmještavaju na različite načine. Manje hrpe zvijezda nazvane su asocijacijama. Otvoreni ili galaktički skupovi zvijezda stišću se neposredno uz galaktičku ravninu, a kuglasti su rasprostranjeni u sfernom području haloa i galaktičke korone. Osim zvijezda, Galaktika sadrži raspršenu međuzvjezdanu tvar. Njoj pripada manje od 10 % mase diska Galaktike. Maglice nepravilna oblika zovu se difuznim maglicama. Pravilnih su oblika planetarne maglice; njima se u središtu nalazi zvijezda visoke temperature. Maglice svijetle samo onda ako ih zvijezde zagrijavaju. Stoga su neke maglice tamne, a njihov plin je hladan. Maglice sadrže tvar i u obliku praha. Prah se zapaža pri apsorbiranju svjetlosti dalekih izvora svjetlosti, a katkad se vidi da reflektira svjetlost bliskih zvijezda. Najviše međuzvjezdane tvari koncentrirano je u spiralnim krakovima, i tu su pogodni uvjeti za stvaranje zvijezda. Veoma rijetkog međuzvjezdanog materijala ima u čitavoj Galaktici, a možda i izvan vidljive galaktičke strukture. U poznavanju dijelova koji se nalaze daleko od centra i izvan diska, mogu se očekivati nova otkrića. 

#### Nastajanje i nestajanje zvijezda
Proučavanja skupova zvijezda i njihove fizičke povezanosti s međuzvjezdanom tvari, dovela su sredinom 20. stoljeća do upoznavanja putova kojima zvijezde nastaju i kojima se razvijaju. Zašto baš skupova? Njihovo je značenje u tome što okupljaju zvijezde koje su istodobno nastale iz istog oblaka međuzvjezdane tvari, pa su jednako stare, imaju jednak početni kemijski sastav, a razlikuju se samo po masi. Do razlika u fizičkim osobinama koje se ovog trenutka zapažaju, došlo je samo zbog različite brzine razvitka. Slijed promjena neposredno je vidljiv. 1947. nađeni su manji difuzni oblaci čijim stezanjem nastaju zvijezde. U prvom koraku zvijezda je niske temperature i zrači pretežno u infracrvenom području. Infracrveno zračenje mladih zvijezda bilježi se od 1967., kada je usavršena tehnika prihvaćanja infracrvenog zračenja i kada se pojavila infracrvena astronomija. U toku svog života zvijezda dugo zrači stalnom snagom; vanjski izgled zvijezde mijenja se tek kad dođe do većih promjena u zvjezdanoj jezgri. Fizički čimbenik koji upravlja brzinom razvoja zvijezde je masa. Masivnije se zvijezde brže troše, a zvijezda manje mase sporije. Zato zvjezdani vijek može trajati ili 10 milijuna godina ili više stotina milijardi godina. 
Zvijezde gube tvar, jednoliko ili na mahove, a promjene ovise o tome jesu li zvijezde usamljene ili u bliskim dvojnim sustavima. Zvijezde istrošenog goriva javljaju se u obliku bijelih patuljaka i pulsara. Prvi bijeli patuljak, pratilac Siriusa, zapažen je 1862.; da je to zvijezda veličine planeta i stoga veoma gusta, protumačeno je 1915. Prvi pulsari otkriveni su 1967. Pulsari su građeni pretežno od neutrona, veoma se brzo vrte, dojavljuju nam se kratkim impulsima elektromagnetskog zračenja, a pretežno se pronalaze u području radio valova. Gustoća neutronske zvijezde mnogo je puta veća od gustoće bijelog patuljka. Još gušće i manje zvijezde mogle bi biti, ako se otkriju, crne rupe. Pri prijelasku od normalne zvijezde do malog i veoma gustog objekta, dolazi do eksplozije, kakva se na primjer zapaža u supernovih.

### Položaj galaktike Mliječni put u svemiru
Posljednoj polovici 20. stoljeća svojstvena su svestrana istraživanja nebeskih tijela. U tehnologiji promatranja dolazi do revolucije. Svemir se promatra na svim valnim duljinama elektromagnetskog zračenja, a promatra se i izvan Zemljine atmosfere. 1957. polijeće prvi umjetni satelit, a čovjek – astronaut 1969. stiže na Mjesec. Dok je najveći događaj u planetnoj astronomiji u prvoj polovici 20. stoljeća bilo otkriće Plutona, 1930. Clyde Tombaugh (1906. –   1997.), sada istraživanje planeta postaje praktičnom ljudskom djelatnošću. Automatske letjelice izravno ispituju tijela Sunčeva sustava. Analiza uzoraka Mjesečeva kamenja i drugih planetnih tala, te ispitivanje planetskih atmosfera, dovodi do važnih zaključaka o stvaranju i razvitku planeta. Dalje, u obradu astronomskih podataka uvodi se tehnika elektroničkih računala, što dovodi do porasta broja i kakvoće rezultata. Proračuni koje klasični astronom ne bi uspio obraditi u toku života provedu se sada za kratko vrijeme. Novi tehnički postupci vode poboljšanju točnosti kojom se određuje položaj nebeskih izvora, posebno onih koji zrače radio valove. 
Razvojni putovi zvijezda upoznati su do finih pojedinosti. Naziru se i razvojni putovi galaktika, a kozmološke teorije, teorije o stanju svemira, temelje se na sve čvršćim fizičkim činjenicama. Ispituje se raspored galaktika i njihova građa. Osim spiralnih galaktika i galaktika eleptičnih oblika, nailazi se na velik broj nepravilnih i neobičnih. Među neobičnim galaktikama nalaze se one koje zrače jake radio valove, često veće jakosti od vidljivog zračenja; to su radio galaktike. 1963. otkriveni su kvazari (kvazi-stelarni objekti), koji bi mogli biti jedan od početnih koraka u razvitku galaktika. Kvazari su razmjerno malih dimenzija, ali zrače i tisuću puta više energije od običnih galaktika. Neobične galaktike u pravilu pokazuju posljedice eksplozija na znatnom dijelu galaktike. U toku istraživanja stanja galaktika i udaljenih dijelova svemira razvijale su se metode za mjerenje udaljenosti. 
Galaktike se u pravilu okupljaju u veće nakupine, skupove galaktika. Skupovi se u prostoru raspoređuju u obliku goleme prostorne mreže ili saća. Unutar pojedinog skupa, galaktike se gibaju slično molekulama u plinu, ali zajedno, kao cjelina, skupina galaktika odmiče se od svake druge skupine galaktika brzinom koja je razmjerna razmaku, a pojavu nazivamo širenjem ili ekspanzijom svemira. Pojava širenja nije relativna, ne širi se sam prostor (to se ne bi moglo ni ustanoviti), već rastu udaljenosti između skupova galaktika, dok same dimenzije jednog skupa, ili dimenzije jedne galaktike, ostaju nepromijenjene. Širenje je takva pojava da svaki opažač smatra da se on nalazi u centru širenja. Budući da svaki promatrač vidi jednako, centra svemira zapravo nema. Dobru predodžbu o širenju svemira dobit ćemo ako pušemo u balon na čijoj su opni nacrtane točke. Svaka točka na opni razmicat će se od drugih točaka, a ni jedna od njih nema središnji položaj. 
Poznavanje svemira u cjelini, a pogotovo dalekog svemira, nema izravne praktične vrijednosti, već pridonosi nazoru o svijetu i filozofskoj spoznaji. Kada promatramo daleki svemir, gledamo u stvari u prošlost, jer nam jedinu informaciju o predmetima donosi svjetlost. Svjetlost se giba konačnom i stalnom brzinom, pa ako je prevalila dulji put, morala je i ranije poći. Galaktika u zviježđu Andromedi prikazuje nam se kakva je bila prije dva i nešto više milijuna godina; ona je udaljena 2.2 milijuna svjetlosnih godina. U prošlost gledamo promatrajući i dijelove vlastite Galaktike, pa i onda kada promatramo Sunce: ovog trena vidimo Sunce kakvo je bilo prije 8 minuta...
Ponašanje svemira u cjelini objašnjava relativistička teorija gravitacije Alberta Einsteina (opća teorija relativnosti utemeljena 1916.). Gravitacija je jedina sila koja djeluje na najvećim udaljenostima. Ona je privlačna, i kad ne bi bilo širenja svemira, sve bi se galaktike približile jedna drugoj i stopile u jednu masu. Velike brzine širenja uočavaju se na velikim daljinama (ili u davno vrijeme). Brzina širenja svemira je manja na manjim udaljenostima (u vrijeme ne tako daleko). Ne zna se kako će se svemir širiti u budućnosti i neće li se širenje jednog dana zaustaviti. Pokušavamo li zamisliti što je moglo dovesti do širenja, vraćamo se u daleku prošlost kada su galaktike morale biti bliže jedna drugoj. Možda nisu ni postojale već oblikovale neku gustu masu. Jedna od teorija ranog svemira razvija sliku velikog praska, eksplozije guste i vruće pramase koja se razletjela, pa je danas vidljivi svemir ostatak te eksplozije.

## Poveznice
- Povijest astronomije u Hrvatskoj
- Povijest kalendara